# Glavni trg, Celje
Glavni trg (nekdaj tudi Veliki trg, Stari trg in Tomšičev trg) v Celju je eden od osrednji celjskih trgov. Zgodovinsko je najstarejši trgovski in sejemski trg v mestu, umeščen v srednjeveško središče. Še danes so na trgu ohranjeni številni ostanki iz rimskega časa in srednjega veka, prav tako je prepoznaven del podobe tudi Marijino znamenje.
Trg na severu omejuje križišče Prešernove in Stanetove ulice, na jugu pa prečna Gosposka ulica, ki nato preide na Slomškov trg, kjer stoji stolnica sv. Danijela. Na trgu poleg več gostinskih in poslovnih lokalov ter stanovanj stoji tudi Turistično informacijski center Celje, v katerem so med drugim na ogled rimske ostaline.
Na Glavnem trgu potekajo tudi številne prireditve, med drugim decembra vsako leto Pravljična dežela.

## Galerija
- Stavbe na vzhodnem delu trga
- Marijino znamenje